# Secamone lagenifera
Secamone lagenifera är en oleanderväxtart som först beskrevs av Kerr, och fick sitt nu gällande namn av Klack.. Secamone lagenifera ingår i släktet Secamone och familjen oleanderväxter. Inga underarter finns listade i Catalogue of Life.